# La Vileta (Castellcir)
La Vileta, anteriorment Llobet o la Vila, és una masia del terme municipal de Castellcir, al Moianès.
Està situada en el sector central-meridional del terme, a prop i al sud-est del Carrer de l'Amargura. És també molt a prop i al sud-est de la Codina, al nord-nord-est de Can Sants i a la dreta de la riera de Castellcir, a prop i al nord-oest del lloc on hi ha el Molí del Bosc.
Passa per la Vileta el Camí del Molí del Mig del Bosc.
És un mas documentat des del segle xiii, amb el nom de Vila, i apareix annex al mas Viver, actualment il·localitzat. Entre el mas de La Vileta i el de La Codina, hi ha la font de la Vileta, que brolla tot l'any.